# جاي ستاندينج
جاي ستاندينج (بالإنجليزية: Guy Standing)‏ هو ممثل بريطاني (1 سبتمبر 1873 - 24 فبراير 1937)

## السيرة الذاتية
ولد في لندن وانتقل إلى هوليوود في أوائل الثلاثينات بعد أن ترك الخدمة في الملكية البحرية البريطانية، وظهر في العديد من الأفلام. ويقال إنه مات أثر نوبة قلبية قاتلة بسبب رؤيته لأفعى أثناء مشيه على تلال هوليود، ولكن البعض يُرجح أنه توفى أثر عضة عنكبوت الأرملة السوداء.

## روابط خارجية
- جاي ستاندينج على موقع IMDb (الإنجليزية)
- جاي ستاندينج على موقع ألو سيني (الفرنسية)
- جاي ستاندينج على موقع أول موفي (الإنجليزية)
- جاي ستاندينج على موقع قاعدة بيانات برودواي على الإنترنت (الإنجليزية)
- جاي ستاندينج على موقع قاعدة بيانات الأفلام السويدية (السويدية)
- جاي ستاندينج على موقع قاعدة بيانات الفيلم (الإنجليزية)
- جاي ستاندينج على موقع كينوبويسك (الروسية)